# 5 Hour Energy
A equipa durante o Tour de Utah de 2013

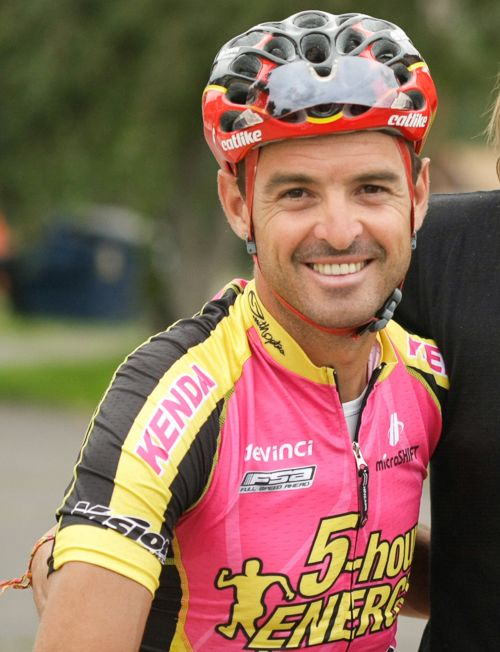
Francisco Mancebo em 2013

A equipa ciclista 5-Hour Energy (conhecida anteriormente como a equipa Kenda) é uma equipa ciclista estadounidense, que tem existido de 2009 a 2014. Durando a sua existência, corre com o status de equipa continental.
Não deve ser confundida com a equipa Giant Kenda.

## História da equipa
A equipa desapareceu no final de 2014.

## Principais vitórias
- Redlands Bicycle Classic : Phillip Gaimon (2012) e Francisco Mancebo (2013)

## Classificações UCI
A equipa participio às provas das circuitos continentais e principalmente as carreiras do calendário do UCI America Tour. Os quadros abaixo apresentam as classificações da equipa nos circuitos, bem como o seu melhor corredor à classificação individual.
UCI America Tour
| Temporada | Classificação por equipas | Melhor corredor na classificação individual |
| --------- | ------------------------- | ------------------------------------------- |
| 2010      | 30.º                      | Luca Damiani (197.º)                        |
| 2011      | 17.º                      | Robert Sweeting (66.º)                      |
| 2012      | 14.º                      | John Murphy (12.º)                          |
| 2013      | 9.º                       | Francisco Mancebo (5.º)                     |
| 2014      | 24.º.                     | Michael Woods (118.º)                       |

UCI Asia Tour
| Temporada | Classificação por equipas | Melhor corredor na classificação individual |
| --------- | ------------------------- | ------------------------------------------- |
| 2010      | 37.º                      | Phillip Gaimon (76.º)                       |
| 2014      | 58.º.                     | Chade Beyer (275.º)                         |

UCI Europe Tour
| Temporada | Classificação por equipas | Melhor corredor na classificação individual |
| --------- | ------------------------- | ------------------------------------------- |
| 2013      | 93.º                      | Francisco Mancebo (216.º)                   |

UCI Oceania Tour
| Temporada | Classificação por equipas | Melhor corredor na classificação individual |
| --------- | ------------------------- | ------------------------------------------- |
| 2011      | 11.º                      | Benjamin Day (33.º)                         |

## 5-Hour Energy em 2014[6]

### Elenco
| Ciclista          | Data de nascimento     | País             | Equipa 2013      |
| ----------------- | ---------------------- | ---------------- | ---------------- |
| Sam Bassetti      | 2 de abril de 1991     | Estados Unidos   |                  |
| Chade Beyer       | 15 de agosto de 1989   | Estados Unidos   | Champion System  |
| Jonathan Hornbeck | 30 de outubro de 1989  | Estados Unidos   |                  |
| Jake Keough       | 18 de junho de 1987    | Estados Unidos   | UnitedHealthcare |
| Bruno Langlois    | 1 de março de 1979     | Garneau-Québecor |                  |
| Gavin Mannion     | 24 de agosto de 1991   | Estados Unidos   | Bontrager        |
| Christian Parrett | 22 de dezembro de 1989 | Estados Unidos   | 5 Hour Energy    |
| Taylor Shelden    | 31 de março de 1987    | Estados Unidos   | 5 Hour Energy    |
| James Stemper     | 21 de agosto de 1985   | Estados Unidos   | 5 Hour Energy    |
| Robert Sweeting   | 5 de junho de 1987     | Estados Unidos   |                  |
| David Williams    | 19 de junho de 1988    | Estados Unidos   |                  |

### Vitórias
Nenhuma vitória UCI.

## Estações precedentes
Elenco
| Ciclista                | Data de nascimento | País           | Equipa 2008                       |
| ----------------------- | ------------------ | -------------- | --------------------------------- |
| Chade Burdzilauskas     | 09.06.1978         | Estados Unidos |                                   |
| Jamie Gandara           | 29.06.1982         | Estados Unidos |                                   |
| Rich Harper             | 29.06.1977         | Estados Unidos |                                   |
| Remi McManus            | 15.05.1975         | Estados Unidos |                                   |
| Jonathan Parrish        | 19.10.1984         | Estados Unidos |                                   |
| Ben Renkema             | 16.03.1987         | Canadá         |                                   |
| Jake Rytlewski          | 07.12.1982         | Estados Unidos | Rito Aid                          |
| Justin Spinelli.        | 31.08.1979         | Estados Unidos | Kelly Benefit Strategies-Medifast |
| Tyler Stanfield         | 17.10.1982         | Estados Unidos |                                   |
| Russell Stevenson       | 01.02.1976         | Estados Unidos |                                   |
| Tim Swain               | 03.11.1982         | Estados Unidos |                                   |
| Bennet van der Genugten | 10.11.1984         | Estados Unidos |                                   |
| Scottie Weiss           | 08.09.1971         | Estados Unidos | Toshiba-Santo-Herbalife           |
| Matt Winstead           | 19.08.1981         | Estados Unidos | Stagiaire                         |
| Chris Monteleone        | 05.03.1988         | Estados Unidos |                                   |

Victoria
Nenhuma vitória UCI.
Elenco
| Ciclista            | Data de nascimento | País           | Equipa 2009                        |
| ------------------- | ------------------ | -------------- | ---------------------------------- |
| Marco Aledia        | 30.03.1975         | Estados Unidos |                                    |
| Stefano Barberi     | 27.03.1984         | Brasil         |                                    |
| Chade Burdzilauskas | 09.06.1978         | Estados Unidos | Kenda-Spinergy                     |
| Robert Bush         | 13.03.1990         | Estados Unidos |                                    |
| Luca Damiani        | 08.11.1984         | Itália         | Colavita-Sutter Home-Cooking Light |
| Phillip Gaimon      | 28.01.1986         | Estados Unidos | Jelly Belly                        |
| Chade Hartley       | 20.06.1981         | Estados Unidos | Jittery Joe's                      |
| Nick Keough         | 01.06.1989         | Estados Unidos |                                    |
| Chris Monteleone    | 05.03.1988         | Estados Unidos |                                    |
| Jonathan Parrish    | 19.10.1984         | Estados Unidos | Kenda-Spinergy                     |
| Jake Rytlewski      | 07.12.1982         | Estados Unidos | Kenda-Spinergy                     |
| James Stemper       | 21.08.1985         | Estados Unidos |                                    |
| Jonathan Sundt      | 20.03.1974         | Estados Unidos | Kelly Benefit Strategies           |
| Nick Waite          | 22.12.1983         | Estados Unidos |                                    |
| Scottie Weiss       | 08.09.1971         | Estados Unidos | Kenda-Spinergy                     |
| Robert White.       | 10.03.1977         | Estados Unidos |                                    |

Victoria
Nenhuma vitória UCI.
Elenco
| Ciclista         | Data de nascimento | País           | Equipa 2010                   |
| ---------------- | ------------------ | -------------- | ----------------------------- |
| Greggory Brandt  | 08.11.1986         | Estados Unidos |                               |
| Luca Damiani     | 08.11.1984         | Itália         | Kenda-Gear Grinder            |
| Benjamin Day.    | 11.12.1978         | Austrália      | Fly V Australia               |
| Spencer Gaddy    | 07.03.1987         | Estados Unidos |                               |
| Phillip Gaimon   | 28.01.1986         | Estados Unidos | Kenda-Gear Grinder            |
| Geoff Godsey.    |                    | Estados Unidos |                               |
| Chade Hartley    | 20.06.1981         | Estados Unidos | Kenda-Gear Grinder            |
| Isaac Howe       | 31.10.1989         | Estados Unidos | Mountain Khakis-Jittery Joe's |
| Roman Kilun      | 27.11.1981         | Estados Unidos | Unitedhealthcare-Maxxis       |
| Patrick Lemieux  | 24.10.1987         | Estados Unidos |                               |
| Shawn Milne      | 09.11.1981         | Estados Unidos | Type 1                        |
| Chris Monteleone | 05.03.1988         | Estados Unidos | Kenda-Gear Grinder            |
| Jake Rytlewski   | 07.12.1982         | Estados Unidos | Kenda-Gear Grinder            |
| James Stemper    | 21.08.1985         | Estados Unidos | Kenda-Gear Grinder            |
| Jonathan Sundt.  | 20.03.1974         | Estados Unidos | Kenda-Gear Grinder            |
| Robert Sweeting  | 05.06.1987         | Estados Unidos |                               |
| Scottie Weiss    | 08.09.1971         | Estados Unidos | Kenda-Gear Grinder            |
| Robert White     | 10.03.1977         | Estados Unidos | Kenda-Gear Grinder            |

Victoria
| Data       | Corrida                         | País           | Classe | Vencedor        |
| ---------- | ------------------------------- | -------------- | ------ | --------------- |
| 06/08/2011 | 2. ª etapa do Tour of Elk Grove | Estados Unidos | 2.2    | Robert Sweeting |

Elenco
| Ciclista            | Data de nascimento | País           | Equipa 2011         |
| ------------------- | ------------------ | -------------- | ------------------- |
| Greggory Brandt     | 08.11.1986         | Estados Unidos | Kenda-5 Hour Energy |
| Luca Damiani        | 08.11.1984         | Itália         | Kenda-5 Hour Energy |
| Nathaniel English   | 28.03.1984         | Estados Unidos |                     |
| Phillip Gaimon      | 28.01.1986         | Estados Unidos | Kenda-5 Hour Energy |
| Chade Hartley       | 20.06.1981         | Estados Unidos | Kenda-5 Hour Energy |
| Stephen Housley     | 30.10.1989         | Estados Unidos |                     |
| Isaac Howe          | 31.10.1989         | Estados Unidos | Kenda-5 Hour Energy |
| Andy Jacques-Maynes | 22.09.1978         | Estados Unidos | Bissell             |
| Roman Kilun         | 27.11.1981         | Estados Unidos | Kenda-5 Hour Energy |
| Max Korus           | 05.10.1988         | Estados Unidos |                     |
| Patrick Lemieux     | 24.10.1987         | Estados Unidos | Kenda-5 Hour Energy |
| Paul Mach           | 15.03.1982         | Estados Unidos | Bissell             |
| Shawn Milne         | 09.11.1981         | Estados Unidos | Kenda-5 Hour Energy |
| John Murphy         | 15.12.1984         | Estados Unidos | BMC Racing          |
| James Stemper       | 21.08.1985         | Estados Unidos | Kenda-5 Hour Energy |
| Robert Sweeting     | 05.06.1987         | Estados Unidos | Kenda-5 Hour Energy |
| Curtis Winsor       | 19.11.1988         | Estados Unidos |                     |

Elenco
| Ciclista          | Data de nascimento | País           | Equipa 2012         |
| ----------------- | ------------------ | -------------- | ------------------- |
| Greggory Brandt   | 08.11.1986         | Estados Unidos | Kenda-5 Hour Energy |
| Nathaniel English | 28.03.1984         | Estados Unidos | Kenda-5 Hour Energy |
| Max Jenkins       | 05.12.1986         | Estados Unidos | Competitive Racing  |
| Francisco Mancebo | 09.03.1976         | Espanha        | Competitive Racing  |
| Shawn Milne       | 09.11.1981         | Estados Unidos | Kenda-5 Hour Energy |
| Christian Parrett | 22.12.1989         | Estados Unidos |                     |
| Taylor Shelden    | 31.03.1987         | Estados Unidos | Competitive Racing  |
| James Stemper     | 21.08.1985         | Estados Unidos | Kenda-5 Hour Energy |
| Robert Sweeting   | 05.06.1987         | Estados Unidos | Kenda-5 Hour Energy |
| David Williams    | 19.06.1988         | Estados Unidos | Competitive Racing  |

Vitórias
| Data       | Corrida                        | País           | Classe | Vencedor          |
| ---------- | ------------------------------ | -------------- | ------ | ----------------- |
| 05/05/2013 | 5. ª etapa do Tour of the Gila | Estados Unidos | 2.2    | Francisco Mancebo |
| 13/06/2013 | 3. ª etapa da Tour de Beauce   | Canadá         | 2.2    | Francisco Mancebo |
| 11/08/2013 | 6. ª etapa da Tour de Utah     | Estados Unidos | 2.1    | Francisco Mancebo |